# South Boston (Virginia)
South Boston ist eine Kleinstadt (Town) im US-Bundesstaat Virginia. Bei der Volkszählung 2020 lebten 7.966 Personen in der Stadt. Damit ist South Boston die mit Abstand größte Ortschaft im Halifax County, jedoch nicht dessen Verwaltungssitz.
Östlich des Zentrums und knapp außerhalb der Stadtgrenzen befindet sich der South Boston Speedway, ein 0,4 Meilen langer Ovalkurs für Stock Cars.

## Geographie
South Boston befindet sich im Süden von Virginia, etwa 17 nördlich der Staatsgrenze zu North Carolina. Die Stadt liegt am Unterlauf des Dan Rivers kurz bevor dieser in das John H. Kerr Reservoir einmündet. Der überwiegende Teil von South Boston ist am Nordufer des Flusses, das 31,7 km² große Stadtgebiet umfasst aber auch kleine Gebiete südlich des Dan Rivers.

## Geschichte
An der Stelle, an welcher heute eine Eisenbahnbrücke den Dan River kreuzt, errichtete John Boyd in den 1750ern eine Fähre. Im Amerikanischen Unabhängigkeitskrieg querte hier 1781 Nathanael Greene den Fluss im Laufe eines strategischen Rückzugs (The race to the Dan River) und verschaffte sich dadurch einen entscheidenden Vorteil gegenüber den britischen Truppen unter General Cornwallis.
Nahe der Fähre am Südufer des Dan Rivers siedelten im Laufe der Jahre einige Familien. Die junge Kommune stagnierte jedoch wegen des ungünstigen Baugrundes in überschwemmungsgefährdetem Gebiet. Ein Aufschwung kam erst 1858 mit dem Bau der Richmond and Danville Railroad (heute im Besitz der Norfolk Southern Railway). Zudem entwickelte sich die Stadt mit einem neuen Zentrum am Nordufer des Flusses zu einem wichtigen Ort für den Tabakhandel. Seit 1884 ist die Ortschaft eine eingetragene Gemeinde (town). Von 1960 bis 1995 war South Boston eine mit einer kreisfreien Stadt vergleichbare Independent city und damit nicht Teil des Halifax Countys.

## Söhne und Töchter
- Jeff Burton (* 1967), NASCAR-Rennfahrer
- Ward Burton (* 1961), ehemaliger NASCAR-Rennfahrer
- Michael Tucker (* 1971), ehemaliger Major-League-Baseballspieler